# Calabria
Calabria (en siciliano: Calàbbria; en grecocalabrés: Calavría; en griego: Καλαβρíα; en albanés: Kalabria; es la antigua Brucio romana) es una de las veinte regiones que conforman la República Italiana. Su capital es Catanzaro, y su ciudad más poblada, Regio de Calabria. Está ubicada en la región sur del país, limitando al norte con Basilicata, al este con el golfo de Tarento, al sur con el mar Jónico, al suroeste con el estrecho de Mesina que la separa de la isla de Sicilia, y al oeste con el mar Tirreno. Con 2 078 539 habitantes, en 2021, es la décima región más poblada y con 15 222 km², la décima más extensa.
Gracias a su posición estratégica en el centro del mar Mediterráneo, la península de Calabria vio el florecimiento de numerosas civilizaciones antiguas, como los enotrios, los griegos, los romanos y los bizantinos. En particular, la época griega representa un período de gran esplendor para Calabria, con la fundación, a partir del siglo VIII a. C., de importantes polis italiotas que durante siglos se mantendrán entre las más ricas y culturalmente avanzadas de su tiempo, constituyendo posteriormente el fulcro del territorio rebautizado Magna Grecia en la época romana. En Kroton, Pitágoras fundó la famosa escuela pitagórica, mientras que Zaleuco, el primer legislador del mundo occidental, nació en Locri Epizefiri.
El mismo término Italia fue utilizado por primera vez por los antiguos griegos, inicialmente para referirse a la parte centro-meridional de Calabria, que a su llegada estaba bajo el dominio de Italo, rey de los enotrios. En los siglos siguientes Calabria pasó a formar parte de la Regio III Lucania et Bruttii, una de las regiones de la Italia romana de Augusto, y que durante la Alta Edad Media se convirtió en el Thema bizantino de Calabria, donde floreció el movimiento cenobítico gracias a la llegada desde el Oriente de numerosos monjes basilios. A partir del siglo XI, a través de la dinastía normanda que gobernó el sur de Italia, se importó el arte de la seda en Calabria, cuyo procesamiento se volvió muy importante en la ciudad de Catanzaro, la cual se convirtió en el principal centro de la seda en Europa, famosa por la calidad de sus terciopelos, damascos y brocados que abastecieron las cortes de todo el continente durante siglos.
En el área de Bovesìa existen algunas comunidades muy antiguas de habla grecocalabresa, una variante local del idioma griego antiguo que tiene sus orígenes en la época de la Magna Grecia y del Imperio bizantino, mientras, en la parte centro-septentrional de Calabria, existen varios municipios de habla arbëreshë, fundados entre los siglos XV y XVII por prófugos albaneses que se refugiaron en el entonces Reino de Nápoles para escapar de la invasión otomana de los Balcanes. También hay una minoría de habla occitana en el municipio de Guardia Piemontese.
En el territorio de Calabria hay tres parques nacionales: los de Pollino, Sila y Aspromonte, y un parque regional, lo de las Sierras calabresas.

## Etimología
Deriva de la frase griega Kalon-brion (Hago – surgir el– bien), los antiguos colonos griegos utilizaron tal topónimo por la fertilidad de estos territorios, sin embargo, en la época romana, el término Calabria se utilizaba principalmente para aludir a la península salentina.

## Geografía física

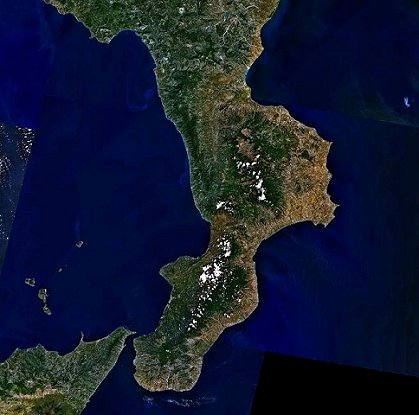
Vista de la península de Calabria

Desde el punto de vista geográfico presenta una individualidad muy precisa, debida a su posición periférica y casi de aislamiento respecto al resto de Italia, a su forma característica y a su estructura morfológica.
La región es una larga y estrecha península que se extiende de norte a sur a lo largo de 248 km, con una anchura máxima de 110 km. Alrededor del 41,8 % de la superficie de Calabria es montañosa, lo cual equivale a 6303 km², el 49,2 % del territorio es colina, mientras que la llanuras ocupan solo el 9 % del territorio. Esta región está separada de la isla de Sicilia por el estrecho de Mesina. El punto más estrecho entre el cabo Peloro, en Sicilia, y punta Pezzo, en Calabria, solo es de 3,2 km.

### Relieve
Es una región montañosa (Apeninos calabreses) y accidentada que se extiende hacia Sicilia, entre el mar Tirreno (al oeste) y el mar Jónico (al este). Los Apeninos se ramifican en dos cordones principales, uno es el de la Cadena Costera, que como su nombre lo indica toca las costas del mar Tirreno hasta el golfo de Santa Eufemia, teniendo su máxima altura en el monte Cocuzzo (1541 m s. n. m.). La Cadena Costera o Paolana se prolonga hasta el curso bajo el río Savuto, entre la franja costera tirrena y el profundo valle del río Cratis. Sin embargo el ramal principal de los Apeninos calabreses recorre la región escindido en varios segmentos: al norte, señalando los límites con la región de Basilicata, se halla el monte Pollino (de 2267 m de altitud en la sierra Dolcedorme), cuyos contrafuertes llegan al sudoeste, hasta el paso del Scalone (740 m) donde terminan los Apeninos lucanos y empiezan los calabreses. El macizo del Pollino es abrupto y forma una barrera natural que separa Calabria del resto de Italia. Partes de la superficie son intensamente boscosas, mientras que otras son vastas mesetas barridas por el viento con escasa vegetación. Estas montañas son el hogar de una rara variedad de pino de los Balcanes, y están incluidas en el parque nacional del Pollino.
El valle del Cratis está separado del estrecho de Mesina por La Sila, extensa región de meseta montañosa, de alrededor de 1200 m sobre el nivel del mar, que se extiende por cerca de 2000 kilómetros cuadrados a lo largo de la parte central de Calabria. Su máxima altura se encuentra en el monte Botte Donato (1928 m). Dentro de La Sila pueden distinguirse: la Sila Grande, la Sila Greca y la Sila Piccola (en esta última se alza el monte Femminamorta con 1740 m). Estas planicies delimitan a la comarca y valles del Marchesato.
Después se encuentran las Sierras calabresas (Serre Calabresi) y finalmente el macizo del Aspromonte, que forma la punta más meridional de la península itálica rodeada por el mar por tres lados. Esta estructura montañosa única alcanza su altitud máxima en Montalto, con 1955 m, y está llena de anchas terrazas realizadas por el hombre que bajan hacia el mar.

### Flora

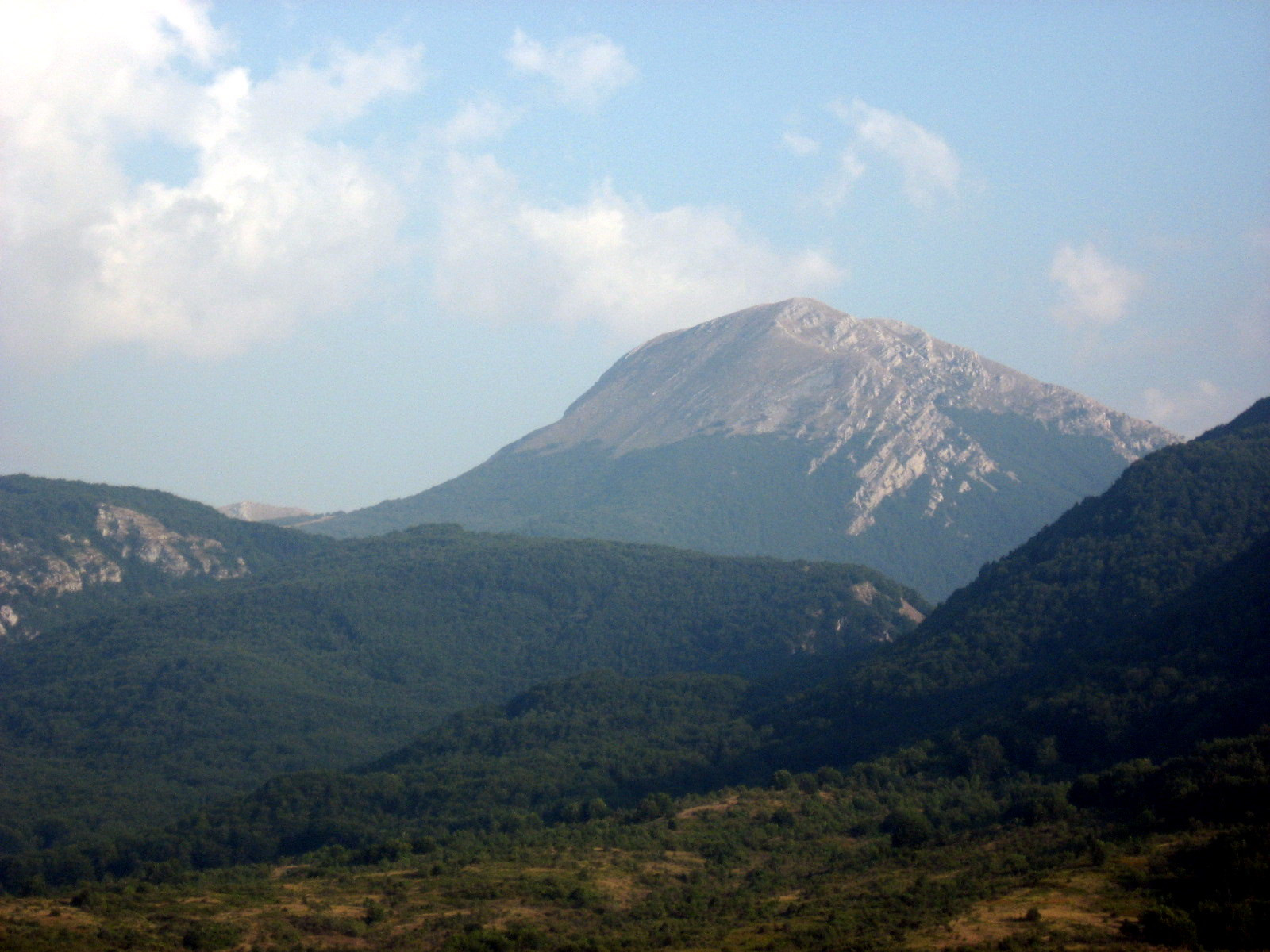
Parque nacional del Pollino.

Valles estrechos y pasos separan estas sierras y macizos entre sí. El aspecto general del terreno es accidentado, salvo algunas llanuras pantanosas y una fértil franja costera. En general, la mayor parte de la llanura de Calabria ha sido agrícola durante siglos, y muestra tierra de maquis autóctona y plantas introducidas como el opuntias. Las laderas más bajas son ricas en viñedos y huertos de cítricos. Uno de los cítricos es el Citrus medica cv. 'Diamante'. Ascendiendo, los olivos y los castaños aparecen mientras que en las regiones más altas a menudo hay densos bosques de roble, pino, haya y abetos.

### Ríos y lagos
Los ríos de Calabria no presentan en general un desarrollo significativo a causa de la forma estrecha y alargada, de la península calabresa y por la disposición de los relieves montañosos. Las excepciones son el Cratis y el Neto, los ríos más largos, que desembocan ambos en el mar Jónico. También afluyen al Jónico, pero con un curso de longitud más breve, el Trionto, el Tacina y el Corace; estos últimos ríos, como por otro lado el Neto, nacen en La Sila. De la meseta de la Sila tienen su origen el Amato, el Mucone y el Savuto, que junto con el Lao que desciende del macizo del Pollino, son los mayores ríos de la vertiente tirrena. Los otros cursos de agua son aún más breves y tienen las características típicas de régimen torrencial, recorren estrechos barrancos por el monte para desembocar en la llanura aluvional en lechos secos la mayor parte del año, pero que pueden rellenarse repentinamente con ocasión de temporales o lluvias violentas.
Existen numerosos lagos artificiales, sobre todo en la meseta de la Sila. Los principales son el Ampollino, el Arvo, el Cecita y el Angitola.

### Clima
El clima está influido por el relieve de colinas y montañas en la región: frío en la zona del Monte Pollino, templado con una variedad de temperatura muy limitada en la zona de Aspromonte, mientras que en los macizos de La Sila y Sierras calabresas se asegura una mayor humedad sobre la costa del Tirreno y un clima más árido en la costa jónica.

## Historia

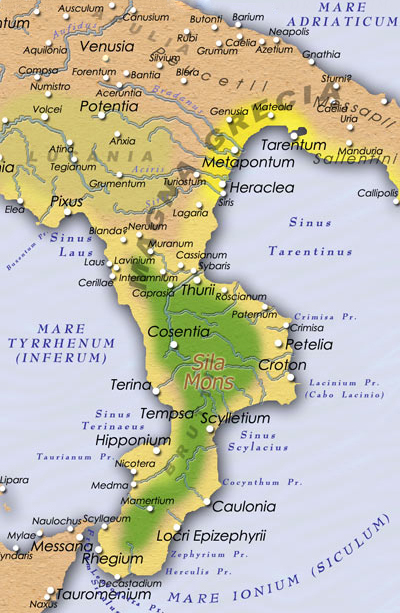
Magna Grecia alrededor del año

Calabria fue poblada primero por tribus itálicas de habla osca. Dos de estas tribus incluían los enotrios   (que aproximadamente se traduce como los "cultivadores de vid") y los italios. El contacto griego con estos últimos produjo como resultado que toda la península, lo que es la moderna Italia, tomara el nombre de la tribu.
Los griegos se asentaron intensamente a lo largo de la costa en una fecha temprana y varios de sus asentamientos, incluyendo la primera ciudad italiota de Calabria, Rhegion (Regio de Calabria), y las siguientes Síbaris, Kroton (Crotona) y Locri, se encuentran entre las ciudades más destacadas de la Magna Grecia durante los siglos VI y V a. C. Los griegos fueron conquistados en el siglo III a. C. por tribus oscas errantes que procedían del norte, incluyendo una rama de los samnitas llamados lucanos y una rama de los lucanos llamados brucios. Los brucios establecieron las principales ciudades de Calabria, incluyendo lo que es la capital moderna, Cosenza (entonces llamada Consentia).
Conquistada y federada por los romanos en el siglo III a. C., la región entró a formar parte de la Regio III Lucania et Brutii de la Italia romana. Durante el Imperio romano las zonas internas de la región eran menos pobladas en comparación a las ricas áreas costeras, diseminadas de centros habitados que anteriormente habían sido polis de la Magna Grecia. Con la caída del Imperio romano de Occidente se verificaron en Calabria ciertas condiciones socioeconómicas de empobrecimiento debidas, en parte, a la propagación de la malaria en los pantanos y también —durante el comienzo del Medioevo— a los ataques piratas.
Calabria quedó devastada durante la guerra Gótica antes de quedar bajo el gobierno de un dux local para el Imperio bizantino. En los siglos IX y X, Calabria, que había sido el rico almacén de grano de Roma antes de que se conquistara Egipto, fue la tierra fronteriza entre el gobierno bizantino y los emires árabes de Sicilia, sometida a ataques y escaramuzas, despoblada y desmoralizada, con importantes monasterios cristianos-griegos que proporcionaban refugio a la cultura. Muchos de los calabreses de habla griega se trasladaron al Peloponeso.
En el año 1060 los normandos, bajo el liderazgo del hermano de Roberto Guiscardo llamado Roger, establecieron una presencia en esta tierra fronteriza y organizaron un gobierno que siguió las líneas bizantinas que llevaban a cabo los magnates griegos locales de Calabria. En 1098, el Papa Urbano II, nombró a Roger lo que equivalía a un legado apostólico, más tarde, formó lo que se convirtió en el Reino de Sicilia. Las divisiones administrativas creadas a finales de la Edad Media se mantuvieron hasta la unificación de Italia: Calabria Citeriore (o la Calabria Latina) en la mitad septentrional y Calabria Ulteriore (o Calabria Griega) en la mitad meridional.

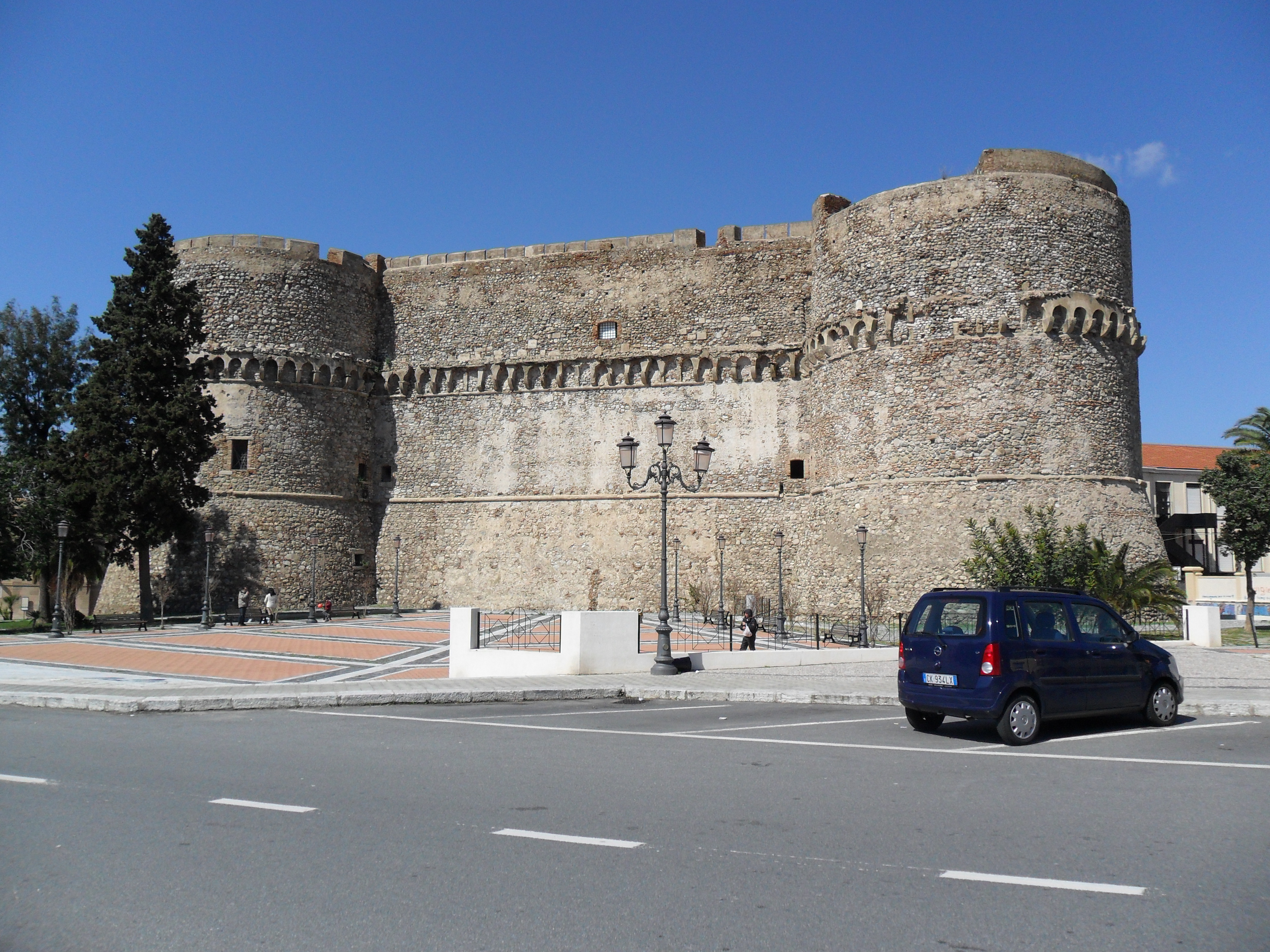
El castillo aragonés de Regio de Calabria.

Comenzando con el posterior gobierno angevino, que gobernó Calabria como parte del Reino de Nápoles, Calabria fue gobernada desde Nápoles justo hasta la unificación de Italia.
Los griegos volvieron a entrar en la región en los siglos XVI y XVII. Esto ocurrió como reacción a la conquista del Peloponeso por los turcos osmanlíes. Especialmente después de la caída de Coroni (1534) un gran número de griegos y albaneses buscaron refugio en las zonas de Calabria, Salento y Sicilia. Los griegos de Coroni - los llamados coronios - pertenecientes a la nobleza, llevaron consigo una importante riqueza. Se les otorgaron especiales privilegios y exenciones fiscales. Otra parte de los griegos que se trasladaron a Italia procedían de la región de Mani, en el Peloponeso. Los maniotas eran conocidos por sus orgullosas tradiciones militares. Estas migraciones fortalecieron las zonas más despobladas del interior de Calabria.
Varios fueron los gobernantes que se sucedieron en el Reino de Nápoles: las dinastías Habsburgo, tanto de España como de Austria; la dinastía de los Borbones que creó el Reino de las Dos Sicilias, el hermano de Napoleón, José Bonaparte, y luego el mariscal francés Joaquín Murat, quien fue ejecutado en la pequeña ciudad de Pizzo. Calabria experimentó una serie de revueltas campesinas como parte de las Revoluciones europeas de 1848. Esto preparó el escenario para la unificación con el resto de Italia en 1861, cuando el Reino de las Dos Sicilias fue llevado a la unión con Giuseppe Garibaldi. El Aspromonte fue el escenario de una famosa batalla de la Unificación de Italia, en la que Garibaldi fue herido.

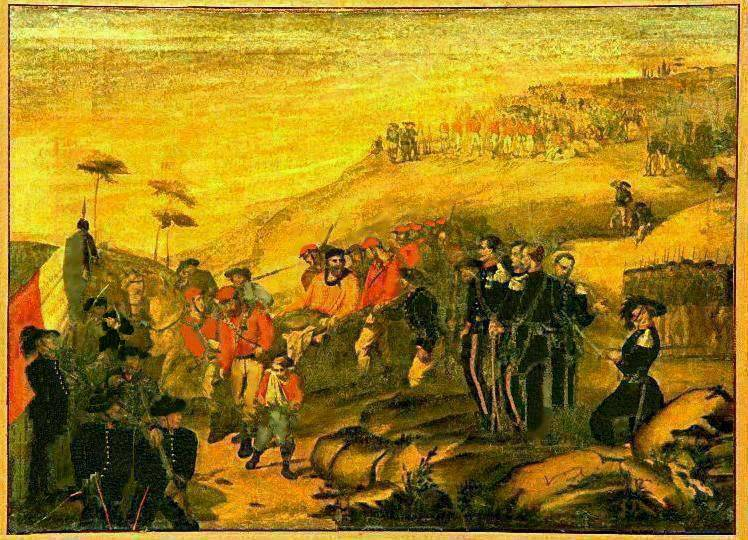
"Garibaldi herido en el Aspromonte", reducido y retocado, litografía acuarelada sobre cartón, alrededor de los años 1860.

Las familias del crimen organizado de Calabria, la 'Ndrangheta, empezaron a aparecer oficialmente en las actas judiciarias en el año 1850.
Hasta mediados del siglo XX, la Italia meridional estaba entre las regiones más pobres de Europa. El empobrecimiento de Calabria fue una de las causas principal de la diáspora italiana de principios del siglo XX. Muchos calabreses se trasladaron a los centros industrializados del norte de Italia, el resto de Europa, Australia y el continente americano (especialmente en Argentina, Brasil, Uruguay, Venezuela, Canadá y los Estados Unidos). Desde la década de 1970 se ha producido una creciente afluencia y una economía muy mejorada que se basa en agricultura moderna, el turismo y una creciente base comercial. Aunque el ingreso per cápita de Calabria aún está por debajo de los ingresos de la de Italia central y septentrional, ha mejorado hasta el punto de que alcanza la media de la Unión Europea.

## Geografía humana
Se ha producido una fuerte emigración hacia el norte del país, contando actualmente con 2 150 704 habitantes (30 de junio de 2020) y una densidad de población de 133,26 hab./km².
La capital es Catanzaro, que tiene 93 418 habitantes (2020), pero la ciudad más populosa es Regio de Calabria, con 186 077 habitantes. Otras ciudades con más de 50 000 habitantes son: Lamezia Terme (71 107), Cosenza (70 984) y Crotona (61 529).
Calabria está dividida en cuatro provincias y una ciudad metropolitana:
| Provincia                                 | Población |
| ----------------------------------------- | --------- |
| Provincia de Catanzaro                    | 368 122   |
| Provincia de Cosenza                      | 734 533   |
| Provincia de Crotona                      | 250 099   |
| Ciudad metropolitana de Regio de Calabria | 623 874   |
| Provincia de Vibo Valentia                | 174 076   |

| Noroeste: Mar Mediterráneo | Norte: Basilicata       | Nordeste: Golfo de Tarento |
| Oeste: Mar Tirreno         |                         | Este: Mar Jónico           |
| Suroeste: Mar Tirreno      | Sur: Estrecho de Mesina | Sureste: Mar Jónico        |

## Economía
Calabria es una de las regiones menos desarrolladas de Italia, aunque su alta tasa de evasión fiscal hace que sea difícil verificar si estas estadísticas correspondan a la realidad. Su economía se reparte entre: servicios (28,94 %), actividades financieras e inmobiliarias (21,09 %), comercio, turismo, transportes y comunicación (19,39 %), impuestos (11,49 %), industria (8,77 %), construcción (6,19 %) y agricultura (4,13 %).

### Industria
Existen en la región varias centrales hidroeléctricas, así como industrias químicas y de cinc. Dentro del sector industrial, la manufactura contribuye al PIB en 8,77 %. En el sector de la manufactura las principales actividades son la alimenticia, la bebida y el tabaco, con una contribución al sector muy cercana a la media nacional. En las zonas de Crotona, Vibo Valentia y Regio de Calabria han surgido industrias petroquímicas, metalmecánicas y químicas.

### Turismo
Los 780 km de sus costas hacen que Calabria sea un popular destino turístico en los meses de verano. El bajo desarrollo industrial y la ausencia de ciudades grandes en gran parte de su territorio, ha permitido mantener bajos los niveles de contaminación del mar, por lo tanto la región es considerada un paraíso natural que atrae a un buen número de turistas procedentes de toda Italia. El turismo extranjero sigue siendo bajo en comparación con otros lugares similares, pero está creciendo cada año.
Las localidades costeras más populares son: Tropea, Capo Vaticano, Pizzo, Scilla, Diamante, Amantea y Soverato.
Además de los destinos turísticos más conocidos de la costa, también el interior de Calabria es rico en historia, tradiciones, arte y cultura. Entre las ciudades culturales más importantes se destaca Cosenza, con un rico patrimonio histórico y artístico. Fortalezas, castillos, iglesias, cascos históricos y necrópolis son elementos muy frecuentes en el interior de Calabria.
El turismo de montaña se desarrolla sobre todo en Sila y Aspromonte, dos parques nacionales que cuentan con instalaciones para practicar deportes de invierno, especialmente en los pueblos de Camigliatello, Lorica y Gambarie.

### Agricultura
A pesar de sus límites, la agricultura es considerada una excelencia de la región por su calidad. Un rasgo típico de la agricultura calabresa es la alta fragmentación de la estructura de granjas. Parcelas de menos de dos hectáreas suponen el 69 % del total en 2000. Se cultiva la tríada mediterránea (vid, olivo y cereal), pero el principal es el olivo, que representa el 29,6 % de UAA y 70 % de cosecha de árboles. De hecho la mayoría de las granjas (137 938 unidades sobre un total de 194 600) producen aceitunas. Además, se cultivan cítricos, higos y patatas. La cría de ganado, la silvicultura y la pesca son importantes actividades económicas. Los principales yacimientos minerales son de sal gema y azufre. Un producto peculiar es la Bergamota, cultivada exclusivamente en la franja costera cerca de la ciudad de Regio desde el siglo XIV: propiamente en Regio (en localidad rada Giunchi) fue implantado, a mediados del siglo XVIII, el primer cultivo intensivo de bergamota para la producción de su importante esencia y hasta el día de hoy solo en la ciudad metropolitana de Regio de Calabria se producen frutos de un tal nivel de calidad.
Hasta los siglos XVIII y mediados del XIX Calabria fue una región muy productiva: muy fuerte era la crianza del gusano de seda, tanto en el área de Regio como en la de Cosenza; la minería era aplicada en el centro de Calabria (actuales provincias de Catanzaro y de Vibo Valentia) ya desde el siglo XVIII mientras en el pueblo de Mongiana existían los más grandes altos hornos de Italia, realizados por los Borbones. Sin embargo, con las mutadas condiciones debidas a la unificación de Italia operada por los Saboyas, Calabria se volvió una región pobre (también empezó el fenómeno de la emigración antes casi desconocido) hasta los principios del siglo XX cuando, bajo el fascismo, se introdujeron reformas económicas y sociales.

### Transportes

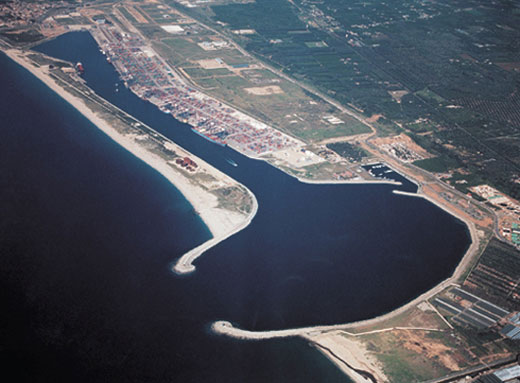
El puerto de Gioia Tauro.

Los principales puertos calabreses son Regio y Gioia Tauro. El puerto de Regio está equipado con cinco muelles de carga de una longitud de 1530 m. El de Gioia Tauro tiene siete muelles de carga con una extensión de 4646 m; es el más grande de Italia y el séptimo puerto de contáineres en Europa, con un rendimiento de 2007 de 3,7 millones de TEU de más de tres mil buques.
A la región la sirven tres carreteras de intensa circulación: dos carreteras nacionales a lo largo de las costas (SS18 Napoli-Regio y SS106 Regio-Taranto) y la autopista A3 que enlaza Nápoles y Regio, pasando por Salerno y Cosenza a lo largo de la antigua ruta tierra adentro.
En Calabria hay tres principales aeropuertos: el más antiguo, construido en 1939 y utilizado como aeropuerto civil desde 1947, se encuentra en Regio, muy cerca del centro de la ciudad; otro se encuentra en el área de la municipalidad de Lamezia Terme y otro cerca de la ciudad de Crotona.

## Cultura

### Dialecto
A la par del italiano normativo, incrementado gracias a la mayor alfabetización a partir de la década de 1920, como en el resto de Italia, se hablan también lenguas locales: las variedades lingüísticas de Calabria, bastante distintas del italiano propiamente dicho y muy influidas, en algunos casos, por el griego; sin embargo, el calabrés carece de oficialidad y, como otros dialectos en Italia, ha visto disminuir paulatinamente su número de hablantes. En el extremo norte de Calabria presenta semejanzas con el de Nápoles y otras variedades meridionales, mientras que en el sur son muy fuertes las semejanzas con otras variedades sicilianas o meridionales extremas. Esos dialectos se denominan calabrés septentrional y meridional, respectivamente.
Grecocalabreses
Desde la Antigüedad y hasta el siglo XVI, el grecanico o griego calabrés, era el idioma usual en varios municipios la Calabria Meridional, pero su área se ha ido restringiendo hasta los actuales enclaves de la Bovesia y la Grecia Salentina.
Italoalbaneses
En diversos puntos del norte de Calabria existen localidades en las cuales se habla el arbëresh, un dialecto del idioma albanés, en su variante tosca, traído por unos 30 000 refugiados a fines del siglo XV e inicios del siglo XVI. Esos albaneses inicialmente se asentaron en Collenza y luego fundaron importantes comunidades en la Piana de Síbari y en la región comprendida entre Savelli y Cirò Marina, de modo que, en la actualidad, se cuentan más de veinte localidades italoalbanesas.
También se encuentran arbëreshe establecidos hace siglos en las inmediaciones de Tropea, Melisa y Palagoria o Palagorio: esa poblaciones cuentan con, en total (complessivamente) algo más de 70 000 habitantes hacia el 2001 y tradicionalmente practican el catolicismo de rito greco-albanés y poseen un eparca.
Occitanocalabreses
Por último, la compleja lingüística tradicional se completa con el occitano, hablado por unas 2000 personas en el pequeño enclave costero de la Guardia Piamontese/La Gàrda, en el norte de Calabria sobre el Tirreno y poblado por valdenses ("valdesi"), deportados hace siglos desde las Valadas Occitanas del Piamonte y Liguria.

### Turismo

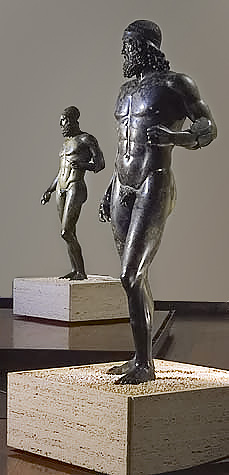
Los bronces de Riace, bronces griegos, alrededor de 460-

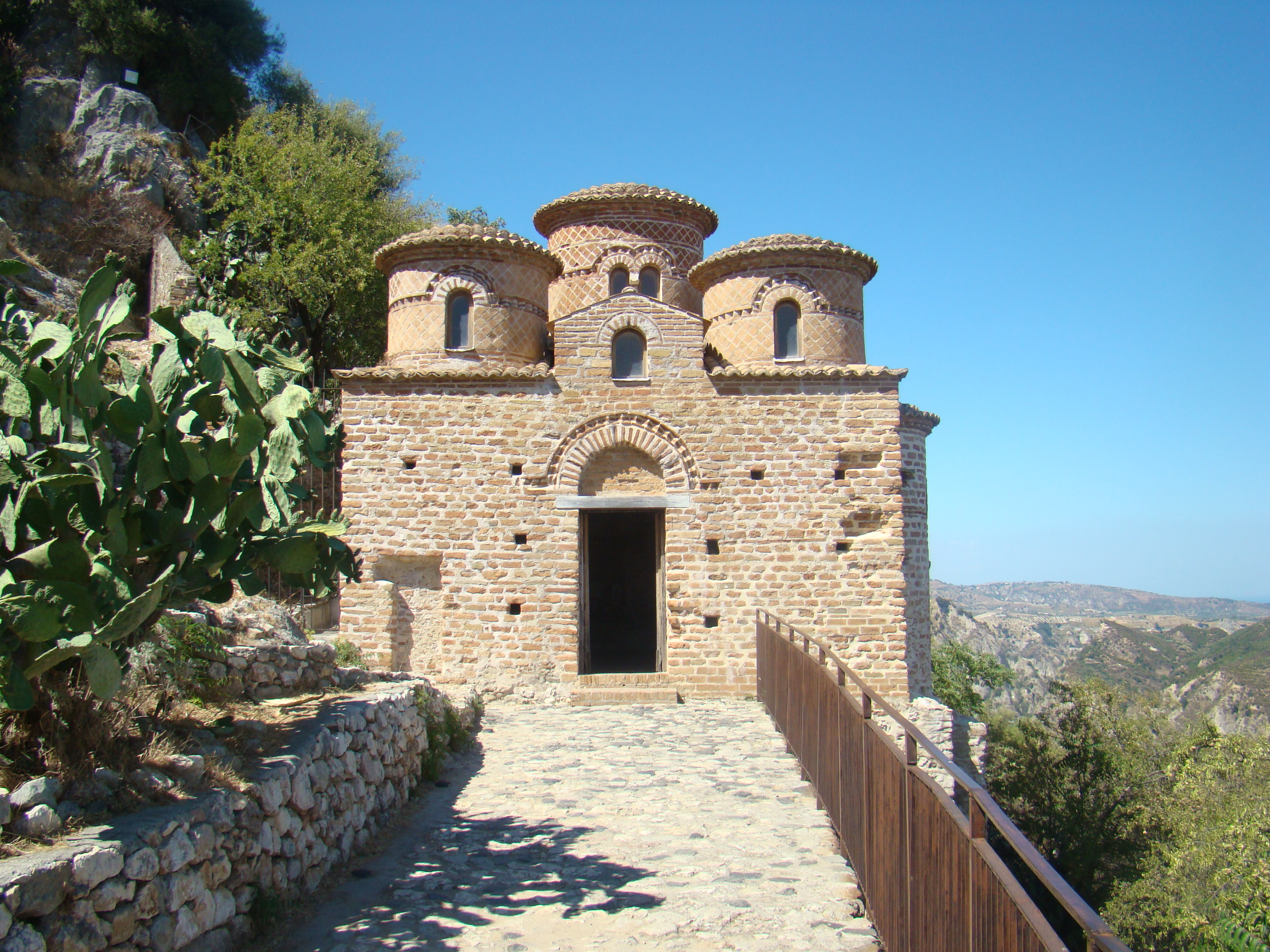
La iglesia bizantina conocida como la Cattolica de Stilo

El turismo de Calabria se ha incrementado a lo largo de los años. Las principales atracciones turísticas son la costa y las montañas. La costa alterna entre acantilados abruptos y las playas arenosas, y está poco desarrollada en comparación con otros destinos costeros europeos. El mar alrededor de Calabria es claro, y hay un buen nivel de alojamientos turísticos. El poeta Gabriele D'Annunzio llamó a la costa frente a Sicilia, cerca de Regio de Calabria "... el kilómetro más bello de Italia" (il più bel chilometro d'Italia). Los principales atractivos de montaña son el Aspromonte y La Sila, con su parque nacional y sus lagos. Otros destinos destacados son:
- Regio de Calabria, en el estrecho entre el continente y la isla de Sicilia, la ciudad más grande y antigua de Calabria, conocida por su litoral panorámico con jardines botánicos entre edificios modernistas y las bellas playas, y su historia de tres mil años con el antiguo castillo aragonés y el gran Museo Nacional de la Magna Grecia donde se encuentran los famosos bronces de Riace (Bronzi di Riace).
- Cosenza, sede de la Accademia Cosentina, conocida por sus instituciones culturales, el bello barrio antiguo, una catedral románica y un castillo Hohenstaufen.
- Scilla, en el mar Tirreno, "perla" del "Castillo Violeta", tiene una buena vista panorámica; algunas historias homéricas se desarrollan aquí.
- Tropea, en la costa tirrena, tiene una espectacular playa y el santuario de Santa Maria dell'Isola. Es conocida por sus cebollas rojas dulces, que se producen principalmente en Ricadi.
- Capo Vaticano, en la costa tirrena, es un famoso balneario cerca de Tropea.
- Gerace, cerca de Locri, es una ciudad medieval con un castillo normando y catedral antiguo.
- Squillace, un centro turístico de verano y lugar arqueológico.
- Stilo, el hogar de Tommaso Campanella, con su castillo normando y una iglesia bizantina, la Cattolica de Stilo.
- Pizzo, en la costa tirrena, conocida por su helado llamado "Tartufo". Lugares interesantes en Pizzo son la Piazza Repubblica y el castillo aragonés donde fue asesinado Joaquín Murat.
- Paula, una ciudad que se encuentra en el litoral tirreno, conocido por ser el lugar de nacimiento de san Francisco de Paula, santo patrón de Calabria y de los marineros italianos, y por el antiguo santuario franciscano construido durante los últimos cien años de la Edad Media por el testamento de San Francisco.
- Síbaris, en la costa jónica, un pueblo pintoresco situado cerca de la excavación de la antigua Síbaris, una colonia griega del siglo VII a. C.
- Catanzaro, ubicada en el centro del punto más estrecho de Italia, desde donde pueden verse tanto el mar Jónico como el Tirreno, pero no desde Catanzaro. Destacados son el puente de un arco (Viaducto Morandi-Bisantis, uno de los más altos de Europa), la Catedral (reconstruida después del bombardeo de la SGM), el castillo, el paseo marítimo sobre el mar Jónico, el parque de biodiversidad y el parque arqueológico.
- Soverato, en la costa jónica, también conocida como la "perla" del mar Jónico. Especialmente conocida por sus playas, paseo marítimo entarimado y vida nocturna.
- Nicotera, en la costa tirrena, es una pequeña ciudad medieval con un antiguo castillo de Ruffo.
- Templos antiguos dedicados a los dioses romanos se encuentran en las colinas de Catanzaro. Se llevan a cabo numerosas excavaciones a lo largo de la costa oriental, cavando lo que parece ser una antigua necrópolis.
- Samo, un pueblo a los pies del Aspromonte, es bien conocida por sus aguas de manantial y las ruinas de la antigua villa destruida en el terremoto de Mesina de 1908.

### Gastronomía

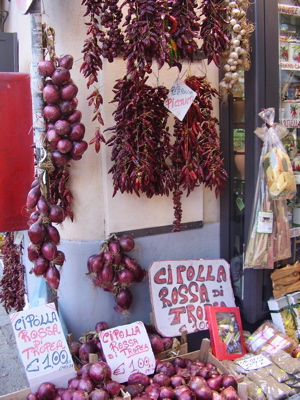
Típica cebolla roja calabresa.

La gastronomía es la típica del sur de Italia, cocina mediterránea con equilibrio entre platos de carne (cerdo, cordero, cabra), hortalizas (especialmente berenjena), y pescado. Las pastas (como en el centro de Italia y el resto de la Italia meridional) son también muy importantes en Calabria. En contraste con la mayor parte de las restantes regiones italianas, los calabreses ha puesto el énfasis tradicionalmente en la conservación de su comida, en parte debido al clima y a los potenciales fracasos en la cosecha. Como resultado de ello, hay tradición en el empaquetado de hortalizas y carnes en aceite de oliva, haciendo salchichas y embutidos (Sopressata, 'Nduja), y, a lo largo de la costa, pescado curado, especialmente pez espada, sardinas (sardelle rosamarina) y bacalao (Baccalà). Los platos locales son, típicamente, fritos, dulces endulzados con miel (Cudduraci, scalille o scalidde) o recetas horneadas tipo biscotti (como 'nzudda).
Algunas especialidades locales son el queso caciocavallo, Cipolla rossa di Tropea (cebolla roja), Frìttuli y Curcùci (cerdo frito), regaliz (liquirizia), Lagane e Cicciari (ceci) (un plato de pasta con pichón), Pecorino Crotonese (queso de oveja) y Pignolata.
Aunque los vinos calabreses no se conocen bien fuera de Italia, en los tiempos antiguos llamaban a Calabria Enotria (del griego antiguo Οἰνωτρία - Oenotria, "tierra de vino"). Según la tradición griega antigua, Οἴνωτρος (Oenotrus), el más joven de los hijos de Licaón, era el epónimo de Enotria. Algunos viñedos tienen orígenes que se remontan a la antigua colonización griega. Los vinos con denominación de origen (DOC) más conocidos son Cirò (Provincia de Crotona) y Donnici (Provincia de Cosenza). El 3 % de la producción total anual es calificada como DOC. Variedades de uva importantes son la tinta Gaglioppo, y la blanca Greco. Muchos productores están recuperando antiguas variedades locales de uva que se han conservado durante tres mil años.

### Símbolos

Escudo de armas de Calabria.

El escudo de la región de Calabria (aprobado y adoptado en su versión definitiva por la Ley Regional de 15 de junio de 1992, n.º 6) contiene en su óvalo cuatro de los símbolos que representan Calabria:
1. el pino salgareño (Pinus nigra subsp. laricio)
2. el capitel dórico
3. la cruz griega
4. la cruz potenzada.

### Deporte
En la Serie A de Italia de fútbol han jugado tres equipos de Calabria: Reggina, Crotone y Catanzaro. Actualmente, el equipo ubicado en lo más alto del fútbol italiano es Crotone, que milita en la Serie A. El principal equipo de baloncesto de la región es Viola Reggio Calabria.
El Giro de Reggio Calabria es una carrera de ciclismo en ruta que forma parte del UCI Europe Tour desde 2005.